# Gabriel Bitan
Gabriel Bitan (Boekarest, 23 juli 1998) is een Roemeens atleet, gespecialiseerd in het verspringen. Hij is meervoudig nationaal kampioen en vertegenwoordigde Roemenië op diverse internationale kampioenschappen. Daarnaast won Bitan de bronzen medaille tijdens het Europese kampioenschappen indooratletiek 2023.

## Carrière
Bitan begon zijn atletiek carrière in 2008. In 2013 won hij goud in het verspringen en als onderdeel van het Roemeense 4x100 meter estafetteteam op de Balkan Atletiekkampioenschappen voor junioren. In 2014 behaalde hij de gouden medaille op het Europees Jeugd Olympisch Festival in Utrecht.
Sinds 2019 is Bitan een vaste waarde op internationale toernooien. Hij won goud op de Balkan Kampioenschappen in 2019 (indoor), 2021 en 2022. Bij de Europese kampioenschappen indooratletiek 2021 werd hij achtste met een sprong van 7,72 meter. In 2023 won hij brons op de Europese kampioenschappen indooratletiek 2023 met een sprong van 8,00 meter. 
Bitan nam ook deel aan de Wereldkampioenschappen atletiek 2023, maar kon zich niet plaatsen voor de finale. In juni 2024 won hij de Roemeense kampioenschappen met een sprong van 7,71 meter.

## Persoonlijke records
| Onderdeel             | Prestatie | Locatie   | Datum |
| --------------------- | --------- | --------- | ----- |
| Verspringen (outdoor) | 8,11 m    | Smederevo | 2021  |
| Verspringen (indoor)  | 8,14 m    | Boekarest | 2021  |

## Belangrijkste prestaties
| Jaar | Toernooi                          | Plaats      | Onderdeel   | Resultaat                 |
| ---- | --------------------------------- | ----------- | ----------- | ------------------------- |
| 2013 | Balkan kampioenschappen junioren  | Turkije     | Verspringen | Goud                      |
| 2014 | Europees Jeugd Olympisch Festival | Utrecht     | Verspringen | Goud                      |
| 2019 | Balkan kampioenschappen indoor    |             | Verspringen | Goud                      |
| 2021 | Roemeens indoorkampioenschap      | Boekarest   | Verspringen | 1e plaats                 |
| 2021 | EK indoor                         | Toruń       | Verspringen | 8e plaats                 |
| 2022 | Balkan kampioenschappen           |             | Verspringen | Goud                      |
| 2023 | EK indoor                         | Istanboel   | Verspringen | Brons                     |
| 2023 | WK                                | Boedapest   | Verspringen | Kwalificatie niet gehaald |
| 2024 | Roemeense kampioenschappen        | Cluj-Napoca | Verspringen | 1e plaats                 |